# حلفایه بحری
حلفایه بحری (به عربی: الحلفاية بحري)، روستایی از توابع نجع حمادی در استان قنا و کشور مصر است.

## جمعیت
براساس سرشماری سال ۲۰۰۶ مصر، جمعیت آن ۲۲۹۵۲ نفر(۱۱۸۳۰ مرد و ۱۱۱۲۲ زن) بوده‌است.